# Padrão Globo de Qualidade

Anúncio do "Q de Qualidade" da Rede Globo.

Padrão Globo de Qualidade é o conjunto de regras, implícitas e explícitas, que norteiam as operações da Rede Globo de Televisão, implementadas a partir do know-how repassado à emissora através de um acordo com a Time-Life na década de 1960. Aplica-se especialmente ao que o regulamento tem de ideológico, rigoroso e claramente distinto das práticas de outras emissoras de televisão.
Esse padrão de produção agregou, desde o início da Rede Globo, um grupo de profissionais de produção capazes de criar uma imagem específica para a emissora, que acabou por se tornar um modelo almejado por todas as suas concorrentes.

## História
O fator definitivo na implementação pela Rede Globo de seu padrão de qualidade deu-se em 1962 com o acordo assinado com o grupo Time-Life. Com isso chegou ao Brasil uma nova maneira de se fazer televisão, mais centrada em um modelo empresarial, cujo foco era a parte comercial e produtiva. Isso representou também grandes avanços em termos técnicos e tecnológicos pois, além de receber um gerenciamento direto, a parceria resultou no treinamento de funcionários nos Estados Unidos e a importação de um modelo já consolidado na televisão americana. Mesmo dispondo desses conhecimentos, o primeiro ano da Globo não resultou em audiência, o que obrigou o Time-Life a substituir seu representante no Brasil pelo gerente de sua emissora em San Diego, o especialista em finanças Joe Wallack, que ao chegar ao Brasil em 1966, contratou profissionais como Roberto Montoro e Walter Clark,que assumiu a direção-geral da emissora em 1966 e convidou para o direção  de Produção e Programação, José Bonifácio de  Oliveira Sobrinho (Boni), formando a dupla Boni&Clark. A eles são atribuídas, direta ou indiretamente, diversas inovações introduzidas pela Rede Globo, como a ideia da telenovela como âncora da programação, a idealização do Jornal Nacional e sua disposição entre duas novelas, a projeção de um canal voltado a uma rede de alcance nacional e a subordinação de emissoras afiliadas e de repetição à cabeça-de-rede no Rio de Janeiro. A ênfase no "horário nobre" (das 18 às 22 horas), com a exibição de jornalísticos e, principalmente, telenovelas, foi inclusive o principal trunfo da rede na luta pela audiência e a verdadeira marca do sucesso da Globo.
A inovação que deu mais sustenção ao padrão de qualidade, no entanto, foi a comercial. Sob o comando de Walter Clark, chegou ao fim o modelo de patrocinador único, que concedia a este a responsabilidade por determinados programas, passando a vigorar uma forma de venda que privilegiava a programação fixa e voltava-se para a negociação de espaços de publicidade em intervalos comerciais. Dessa forma a emissora ganhou maior lucratividade e, consequentemente, mais autonomia no desenvolvimento de sua grade de programação.
Investindo em programas populares e evitando o confronto direto com outras emissoras, em seus primeiros anos a emissora carioca foi conquistando aos poucos seu espaço na televisão. Sua hegemonia na área é confirmada na década de 1970 com o ostracismo das concorrentes TV Excelsior e Tupi. O salto em qualidade desta época é auxiliado pela incorporação de técnicas e profissionais do cinema, e um quadro de funcionários advindos do teatro, literatura e cinema, formando parte do padrão de qualidade que auxiliou posteriormente no contínuo desenvolvimento da emissora.
Uma intervenção governamental no começo dos anos 1970, cujo objetivo era acabar com o "baixo nível cultural" das emissoras, levou a Globo a eliminar de sua grade traços de "mau gosto" e "popularesco", o que acabou por elevar o perfil de produção a um nível mais ao gosto do público de classe média. Junto à produção e gerenciamento eficiente, ao forte esquema comercial, aos conhecimentos e tecnologia importados, e uma proposta estética limpa de ruídos estéticos e políticos, esse foi um dos elementos primordiais para o que seria mais tarde chamado de padrão Globo de qualidade.
O sucesso perdura durante a década de 1980 mesmo com o surgimento de novos canais de destaque, como SBT em São Paulo e TV Manchete no Rio de Janeiro; a resposta da Rede Globo é a ampliação e criação de novos parques industriais televisivos e a exportação de sua programação para mercados internacionais. Na década de 1990 as inovações tecnológicas acirram ainda mais a concorrência, enquanto a emissora inaugura, em 1995, no Rio de Janeiro, o seu Centro de Produção Projac (atual Estúdios Globo) e estabelece a partir de 1999 novos estúdios na sede da TV Globo São Paulo para jornalismo e produção de programas.